# Sabinebreen
De Sabinebreen is een gletsjer op het eiland Nordaustlandet, dat deel uitmaakt van de Noorse eilandengroep Spitsbergen.
De gletsjer is vernoemd naar astronoom Edward Sabine.

## Geografie
De gletsjer ligt in Gustav-V-land en is zuidwest-noordoost georiënteerd. Hij komt vanaf de ijskap Vestfonna en mondt in het noordoosten uit in de baai Sabinebukta. 
Op ongeveer vier kilometer naar het oosten ligt de gletsjer Maudbreen en op ongeveer vijf kilometer naar het noordwesten de gletsjer Lindhagenbreen.